# Pontedecimo-Giovi 1938
La Pontedecimo-Giovi 1938 fu una corsa automobilistica di velocità su strada in salita, dodicesima edizione della Pontedecimo-Giovi.
Disputata il 10 luglio 1938 su un percorso stradale con partenza da Pontedecimo e arrivo al Passo dei Giovi per un totale di 9,650 chilometri, venne vinta da Nino Farina su Alfa Romeo 8C 2900B che coprì il percorso in 6 minuti 32 secondi 4 centesimi alla velocità media di 90,610 chilometri orari. La corsa era valida come sesta prova del Campionato italiano Vetture Sport.

## Pregara
Dato il successo dell'anno precedente, la prima dopo un periodo di pausa, nel 1938 l'Auto Club Genova propose la dodicesima edizione della Pontedecimo-Giovi, valida quale sesta prova del Campionato italiano Vetture Sport. Numerosissimi furono gli spettatori, che si assieparono a lati della strada per seguire la gara, e molti furono anche i piloti che si iscrissero alla manifestazione ripagando l'impegno degli organizzatori.
Tra i piloti dell'Alfa Romeo, Nino Farina ed Emilio Villoresi vennero iscritti dall'Alfa Corse mentre Piero Dusio dalla Squadra Automobilisti di Torino, tutti e tre destinati a guidare le performanti 8C 2900B con carrozzeria spyder costruita dalla Touring. Oltre alle Alfa Romeo ufficiali e altre private, numerose furono le Fiat iscritte, dalla piccola 500 alle 1100 e 1500 in diverse versioni. Prese il via della corsa anche la baronessa Maria Antonietta Avanzo, una delle pochissime donne pilota dell'epoca, che negli anni precedenti aveva già disputato Mille Miglia e 500 Miglia di Indianapolis.

## Categorie
Le vetture, tutte appartenenti alla categoria Sport, erano suddivise in Sport Internazionale e Nazionale; le Sport Nazionale erano ulteriormente suddivise in classi di cilindrata.
| Sigla  | Cilindrata                    |
| ------ | ----------------------------- |
|        | Sport Internazionale          |
| SN+1.5 | Sport Nazionale oltre 1500 cc |
| SN1.5  | Sport Nazionale entro 1500 cc |
| SN1.1  | Sport Nazionale entro 1100cc  |
| SN750  | Sport Nazionale entro 750cc   |

## Percorso
Il percorso della gara, pressoché invariato in tutte le edizioni, prevedeva la partenza da Pontedecimo, quartiere settentrionale di Genova, e arrivo al Passo dei Giovi dopo 9,659 chilometri e un dislivello di 372 metri. Lungo il tracciato i piloti incontravano una pericolosa curva a destra denominata Curva della morte, dove perirono molti motociclisti.

## Gara

### Resoconto
La XII Pontedecimo-Giovi si svolse nel pomeriggio di domenica 10 luglio 1938.
Le tre Alfa Romeo 8C 2900B di Nino Farina, Campione italiano in carica, Emilio Villoresi e Piero Dusio si rivelarono protagoniste della corsa realizzando i tre migliori tempi assoluti. Farina, il più veloce, coprì i quasi dieci chilometri di salita in 6 minuti 32 secondi e 4 centesimi alla velocità media di 90,910 chilometri orari, stabilendo il nuovo record della salita, che verrà abbassato da Felice Bonetto solo nel 1953; Farina vinse la gara precedendo Villoresi e Dusio.
Tranne una Maserati giunta con il quinto tempo, nei primi dieci posti si piazzarono nove piloti Alfa Romeo, tra i quali Franco Cortese, vincitore nella classe Oltre 1500 con la 8C 2300B, che in questa stagione si aggiudicherà il Campionato italiano Vetture Sport. Nella classe Entro 1500cc, in cui gareggiò anche la baronessa Maria Antonietta Avanzo, unica donna in gara, vinse Lamberto Grolla su Fiat 1500; con un tempo minore di quest'ultimo, Franco Bertani si impose nella Entro 1100 al volante di una Fiat 508. Giulio Baravelli portò alla vittoria la sua Fiat 500 nella classe Entro 750, replicando il successo di alcuni mesi prima alla Mille Miglia.

### Vincitori
Vincitori di categoria e classe.
| Classe   | Equipaggio       | Vettura                                |
| -------- | ---------------- | -------------------------------------- |
| Assoluto | Nino Farina      | Alfa Romeo 8C 2900B Spyder Touring     |
| SN+1.5   | Franco Cortese   | Alfa Romeo 8C 2300B                    |
| SN1.5    | Lamberto Grolla  | Fiat 1500 Zagato                       |
| SN1.1    | Franco Bertani   | Fiat 508C Stanguellini Torricelli      |
| SN750    | Giulio Baravelli | Fiat 500 SIATA Stanguellini Torricelli |

### Risultati
Risultati parziali della corsa. Di 57 piloti partiti se ne classificarono 43.
| Pos | Nr  | Scuderia                        | Equipaggio       | Vettura                            | Tempo /Ritiro |
| --- | --- | ------------------------------- | ---------------- | ---------------------------------- | ------------- |
| 1   | 112 | Alfa Corse                      | Nino Farina      | Alfa Romeo 8C 2900B Spyder Touring | 6'32"400      |
| 2   | 114 | Alfa Corse                      | Emilio Villoresi | Alfa Romeo 8C 2900B Spyder Touring | 6'3"600       |
| 3   | 108 | Squadra Automobilisti di Torino | Piero Dusio      | Alfa Romeo 8C 2900B Spyder Touring | 6'46"000      |